# Грицун, Эдуард Вячеславович
Эдуард Вячеславович Грицун (род. 4 февраля 1976, Ростов-на-Дону) — бывший российский трековый и шоссейный велогонщик. Многократный национальный чемпион в трековых велогонках, серебряный призёр Олимпийских игр в Атланте в командной гонке преследования и бронзовый призёр чемпионата мира 1999 года в этой же дисциплине. В шоссейном велоспорте кроме российских команд выступал за немецкие «Team Gerolsteiner» и «Team Coast», главным достижением в этой дисциплине является победа на Вуэльте Наварры.

## Достижения в шоссейном велоспорте
1998
- Победы в общем и спринтерском зачётах, 5А и 6-м этапах Вуэльте Наварры

1999
- 2-е место в общем зачёте и победа на 2-м этапе Тура Гессена

2000
- Победа на 1-м этапе Тура Тасмании